# Relentless Retribution
Relentless Retribution – szósty album studyjny trashmetalowego zespołu Death Angel wydany 3 września 2010 roku przez wytwórnię Nuclear Blast.

## Lista utworów
Autorami utworów, jeśli nie podano inaczej, są Rob Cavestany i Mark Osegueda.
1. „Relentless Revolution” – 4:28
2. „Claws in So Deep” (Cavestany) – 4:28
3. „Truce” – 3:31
4. „Into the Arms of Righteous Anger” – 4:31
5. „River of Rapture” – 4:35
6. „Absence of Light” – 4:32
7. „This Hate” – 3:33
8. „Death of the Meek” – 5:15
9. „Opponents at Sides” (Cavestany) – 6:21
10. „I Chose the Sky” – 4:06
11. „Volcanic” (Cavestany) – 3:34
12. „Where They Lay” – 4:30

## Twórcy
| Death Angel - Mark Osegueda – wokal - Rob Cavestany – gitara, wokal, produkcja - Ted Aguilar – gitara - Damien Sisson – gitara basowa - Will Carroll – perkusja Gościnnie - Rodrigo Sánchez – gitara akustyczna (2) - Gabriela Quintero – gitara akustyczna (2) - Jason Suecof – gitara (3) | Personel - Jason Suecof – produkcja, inżynieria dźwięku, miksowanie - Ronn Miller – inżynieria dźwięku (asystent) - Mark Lewis – inżynieria dźwięku (perkusja) - Rubin Salas – inżynieria dźwięku (perkusja) - Ted Jensen – mastering - Christine Merrill – zdjęcia - Stephanie Cabral – zdjęcia - Brent Elliott White – projekt okładki |